# Aa nervosa
Aa nervosa је врста из рода орхидеја Aa из породице Orchidaceae.